# 王敬则
王敬则（435年—498年），临淮郡射阳县（今江苏省扬州市宝应县）人，僑居於晉陵郡南沙縣（今江苏省常熟市福山街道），南朝劉宋及南齊將領。曾先後參與行刺宋前廢帝及宋後廢帝的行動並獲得成功，亦為蕭道成建齊而盡力，終成為南齊開國元勳。齊明帝時期官至大司馬，然而因為明帝猜忌，被逼倉卒起兵，失敗被殺。

## 生平

### 宿衞弒君
王敬則出身寒門，母親是女巫，其性格倜儻不羈，喜舞刀弄劍，二十多歲時就已經很擅長一種叫「拍張」的張臂空中接刀雜耍，獲補為禁軍宿衞中的刀戟隊員，後又曾在宋前廢帝面前表演跳起接刀，騰空高且接得準，盡顯敏捷身手，後獲補俠轂隊主，領細鎧將。景和元年（465年）年末，阮佃夫聯結主衣壽寂之及敬則上司細鎧主姜產之等人謀廢前廢帝，姜產之在行事當天（十一月二十九日，466年1月1日）將計劃告知王敬則，敬則遂參與其中，並在當夜跟著壽寂之、姜產之等一行人到竹林堂成功刺殺前廢帝。湘東王劉彧隨後獲推為帝，即宋明帝，論功行賞之下封了敬則為重安縣子，食邑三百五十戶。

### 外建功勳
宋明帝雖然登位，但當時全國大部分地方都支持其侄晉安王劉子勛的政權，拒絕承認其帝位，明帝遂派兵抵抗各州郡，其中王敬則就以龍驤將軍、軍主的身份隨寧朔將軍劉懷珍進攻豫州刺史殷琰。當時殷琰派了將領劉順迎擊，並在宛塘死虎（今安徽省寿县东南）建起四壘與明帝軍隊對峙。敬則依劉懷珍指示領一千兵繞過劉順到其後方橫塘，其時作為主力軍的劉勔也派了呂安國及黃回領兵出橫塘截擊杜叔寶護送的運糧部隊，並成功擊退叔寶，燒毀糧車。乏糧的劉順見糧車被燒不久即潰退，劉勔大軍遂得以進軍壽春城下，並在最後逼使殷琰獻城出降。
劉子勛被消滅後，明帝以敬則為奉朝請，後外調為暨陽令。時值戰亂之後，有一部盜賊躲了在縣內紫山之中，成為當地一個禍患；為了解決此事，敬則先派人向盜賊首領們釋出善意，表示他們若自願出降會為他們向朝廷陳情，更加在一座當地人篤信的廟中向神明發誓不會背叛他們，否則會向神明賠償十頭牛。然而，在盜賊首領們都出降後，敬則在廟南為他們設宴會，並當場將他們收捕處死，並按照誓言賠了十頭牛給神明，既消滅了盜賊，亦得當地人民歡喜。後遷任員外郎。
元徽二年（474年），桂陽王劉休範自江州領兵直撲建康，敬則隨時任右衞將軍的蕭道成至新亭壘抵禦，並與寧朔將軍高道慶及羽林監陳顯達乘舸與休範水軍交戰，大敗對方並焚毀其船艦，殺傷甚多。休範之亂被平定後，敬則帶南泰山太守、右俠轂主，後轉帶越騎校尉、安成王劉準的車騎參軍。

### 獻心道成
及後宋後廢帝愈來愈肆意罔為，其左右近臣都無法自安，而他更猜忌蕭道成，有誅殺之意；王敬則卻忠心於道成，每當從直閤下班後都會趕往道成的領軍府中，穿著黑衣伏在路上探聽離府不遠的臺城宮中後廢帝的動靜。道成亦有廢立之謀，於是也與敬則商討，並命令敬則回宮中伺機而發，但沒有定下日子。王敬則就與後廢帝身邊近臣楊玉夫、楊萬年、陳奉伯等二十五人聯結起來，等待機會弒帝。元徽五年七月七日（477年8月1日），楊玉夫趁後廢帝酒醉熟睡的機會斬殺了他，並由陳奉伯依後廢帝日常走的方式經承明門出宮，將首級送到宮外的王敬則手中。王敬則隨即趕到領軍府欲向蕭道成報告，但蕭道成怕是後廢帝誘他出府以作加害的騙局，故此敬則即使自報身份仍然沒效，只好將首級丟進府內。道成証實後廢帝已死才以戎服騎馬趕入宮中，敬則亦有跟隨。道成過承明門時敬則謊報是後廢帝回宮，這遭到門郎的質疑，敬則怕門郎看到身後的是蕭道成而非廢帝，於是一面用刀環塞著門孔不讓他看，一面急切地要求開門；然而因為後廢帝昔日過門時門郎都因恐懼而不敢察看，最終都開門放行。此時衞尉丞顏靈寶卻看到蕭道成，但他已察覺到已經發生了變故。
王敬則隨蕭道成入殿，道成入殿後宣布後廢帝的死訊，並且在翌日早上以皇太后命令召開四貴集議。會議中，蕭道成先後請劉秉及袁粲為後事作主，但二人都不肯獨自作出決定，此時王敬則卻拔刀在床側跳躍著道：「天下之事都應該歸於蕭公！任何人敢多言的話就讓鮮血染滿敬則的刀吧！」更加拿白紗帽給道成戴，想要直接擁立他即位為帝。道成見狀喝止敬則，然而最終在褚淵支持下決定以皇太后命立安成王劉準為帝，即宋順帝。敬則改任員外散騎常侍、輔國將軍、驍騎將軍、領臨淮太守，增封為一千三百戶，知殿內宿衞兵事。
昇明元年（477年）年末，荊州刺史沈攸之起兵反抗蕭道成，敬則臨時進號冠軍將軍。當時蕭道成入守朝堂，而袁粲則打算在石頭城起兵響應沈攸之，並聯結了領軍將軍劉韞及直閤將軍卜伯興，讓他們在宮禁中進攻道成。道成知道了袁粲圖謀後就讓王敬則入直閤用以壓制劉韞等人。袁粲起事那晚，敬則面對嚴兵防備的卜伯興還是能破牆而出，並直闖中書省殺害已經戒嚴的劉韞，後又殺掉卜伯興，將宮省內控制住。沈攸之被平定後，敬則轉任右衞將軍，仍兼員外散騎常侍，不但兩獲增封食邑至三千戶，更有兒子王元遷獲封東鄉侯。昇明三年（479年），蕭道成以十郡受封齊公，建齊臺，敬則轉任齊國中領軍。同年道成控制的朝廷以宋順帝名義下詔禪讓帝位予道成，但那時順帝不想出宮，一直躲起來。王敬則就帶著乘輿入宮迎順帝出宮，而順帝被發現並被逼上乘輿時卻向敬則說：「要被殺了嗎？」敬則回答：「出宮去別處住而已，你家先前取司馬家天下時也是這樣。」順帝遂哭道：「只望死後生生世世都不生在帝王家。」但又拍著敬則手道：「沒事可憂慮的，輔國你應能獲賞十萬錢。」

### 出治吳會
蕭道成稱帝，即齊高帝，便以敬則為使持節、散騎常侍、都督南兗兗徐青冀五州軍事、平北將軍、南兗州刺史，封尋陽縣公，食邑三千戶，其妻懷氏亦獲封為尋陽國夫人。建元二年（480年），敬則進號安北將軍，然而那一年北魏卻派軍南侵，敬則恐懼之下棄鎮出逃，弄得當地百姓都慌亂逃走。因著敬則是齊的開國元勳而沒有問罪，並改授都官尚書、撫軍將軍。不久，更調為使持節、散騎常侍、安東將軍、吳興太守。吳興郡內向來有很多盜劫案發生，敬則上任後便殺了一個在路上拾物據為己有的十多歲年輕人，讓當地人都變得路不拾遺。後來敬則又將一個被捕的賊人當著其家人面前鞭打，然後安排他長期打掃街道；一段時間後，敬則命令賊人供出一個他認識的賊人代替自己受罰，在逃的其他賊人擔心自己會被供出，都全部逃離吳興郡了，終肅清了郡內的盜賊活動。不久又轉任護軍將軍。
建元三年（481年），敬則因改葬母親而離職，其母亦獲追封為尋陽國太夫人。後改任侍中、撫軍將軍。建元四年（482年）齊高帝去世，遺詔命敬則以本官加領丹陽尹。不久外調為使持節、散騎常侍、都督會稽東陽新安臨海永嘉五郡軍事、鎮東將軍、會稽太守。由於會稽一帶地區瀕臨大海湖泊，當地人們都自發出資整修橋樑堤圍，敬則就提出以此行為折變為稅款收歸臺庫，並得武帝准許。永明三年（485年），敬則進號征東將軍，但那一年當地就發生了王翼之兒妾路氏數次殺害婢女的事件，敬則經過王翼之之子王法明告發，就自行命令山陰縣縣令，在監獄中把路氏殺了。路氏家族將山陰縣府的行為告上朝廷，有關部門判了山陰縣令劉岱死刑。敬則隨後入朝，齊武帝說：「人命關天，是誰下令處死路氏，為甚麼不將此上奏朝廷？」王敬則卻直接答：「處死路氏是臣的意思。臣不知甚麼科法，但見身後有皇上給的符節，我就認為應該先斬殺了她。」最終劉岱獲赦免，敬則就被免官，但仍以尋陽公身份領會稽太守。

### 明帝所忌
永明四年（486年），敬則改任侍中、中軍將軍，不久獲加開府儀同三司。永明七年（489年）又外任為使持節、散騎常侍、都督豫州郢州之西陽司州之汝南二郡軍事、征西大將軍、豫州刺史，仍開府。永明八年（490年）進驃騎大將軍。永明十一年（493年）升任司空，加散騎常侍；同年武帝去世，遗詔改敬則以司空加侍中。武帝嫡長孫蕭昭業即位後，由西昌侯蕭鸞輔政，但蕭鸞卻有廢立之意，就在隆昌元年（494年）讓敬則以司空，加侍中本官外任使持節、都督會稽東陽臨海永嘉新安五郡軍事、會稽太守。同年蕭鸞廢蕭昭業為鬱林王，改立昭業弟蕭昭文，又進敬則為太尉。又在同年十月，蕭鸞再廢昭文為海陵王，自登帝位，是為齊明帝，進敬則為大司馬，並增一千戶食邑。在臺使到會稽為敬則拜大司馬職那天卻下起傾盆大雨，敬則文武參佐都感不安，此時有一門客卻奉承稱敬則當年拜丹楊尹和吳興太守時都是下雨的，敬則也就高興地說自己宿命就是有雨，並準備好行拜官禮儀。可是，敬則期間仍然感覺得很不自然，一直吐舌直到禮儀結束。
而明帝隨後大殺高帝、武帝及文惠太子蕭長懋的子裔，敬則自認是高帝和武帝的舊臣，看在眼裏也很恐懼。而其實明帝心中也很忌憚敬則，表面上就很禮待他，但就一直打探著敬則的身體狀況，得知敬則身體已老而且調了他在會稽才安心一點。永泰元年（498年），明帝病重，他卻命張瓌為平东将军、吳郡太守，用以防備敬則，而且當時朝廷內外都有傳言將有大事發生，敬則見此立即認為明帝是在圖謀自己，張瓌受任“平东”就是意在平他。敬則諸子得知情勢後感恐懼，其中五子王幼隆就派了正員將軍徐嶽找時為徐州行事的姐夫谢朓商討起兵反抗的事，打算謝朓同意的話就和敬則說。然而謝朓卻抓住徐嶽向明帝告發。家在京口的敬則城局參軍徐庶經兒子得聞此事，就告訴敬則族子王公林，王公林就建議敬則立即行動寫信要求賜死幼隆，並自己乘孤舟回建康，敬則就命令等一晚後再作決定。但在當晚，敬則召集僚屬們賭錢博戲，期間詢問眾人想要他作甚麼決定，人們都不敢先答，最終丁興懷答：「你只有起兵這一條路。」敬則默不作聲，但明天早上就召集了山陰令王詢及臺傳御史鍾離祖願前來，他橫刀垂坐，腳跟不及地，這樣子詢問二人能夠召集多少兵力和有多少器仗資源可供調動，然而二人分別說沒有兵力和沒有物資，這令敬則大怒，殺了他們。王公林再諫敬則不要起事，敬則唾其面斥責他。明帝知敬則起兵後就下詔宣布敬則謀反罪狀，並收殺在京的敬則諸子，連正在領兵進攻北魏的王元遷都由徐州刺史徐玄慶受命誅殺。

### 十日而敗
敬則於是招集禁軍舊部，並以南康縣侯蕭子恪名義起兵，兩三日後就出發，最終帶著一萬人北渡了浙江。他原本想劫前中書令何胤為尚書令，但為長史王弄璋及司馬張思祖阻止。而朝廷當時就派了前軍司馬左興盛、後軍將軍崔恭祖、輔國將軍劉山陽及龍驤將軍胡松領三千多人抵禦，另有尚書右僕射沈文季以持節都督駐屯湖頭，防備京口要道。王敬則作為舊將起兵，得到十多萬百姓隨行支持。至晉陵郡時更有范脩化殺南沙縣令公上延孫響應敬則。敬則及後出盡全力進攻左興盛及劉山陽的營壘，雖然他們有所不敵，但仍然堅持死戰，此時胡松卻領騎馬突然進攻敬則後方，後方白丁們都沒有武器，一衝即潰，敬則求馬卻不能上，被袁文曠所斬，傳首建康，時年六十四。敬則首級被上漆並藏在武庫中，一直到梁武帝天監元年（502年）才因故吏夏侯亶請求而獲准收葬。

## 性格特徵
- 王敬則不太識字，最多都只能寫自己的名字，但他卻很有決斷力[15]。晚年主要任地方官員的時間，他每次到州郡聽下屬報告事項，就只靠聽也能明白事情並下達合理的命令[1]。
- 永明五年（487年）時敬則以侍中領中軍將軍獲授開府儀同三司，與他一起獲授的還有出身高門琅邪王氏的衞軍將軍王儉。得聞消息後，同是士族出身的徐孝嗣特意在崇禮門等王儉並嘲笑他一番，稱他們為「連壁」。王儉只有回道：「想不到老子會和韓非放在同一傳記內。」有人將這對話告訴敬則，但敬則卻一點也不恨他們輕視自己，反而說：「我只是個南沙縣的縣吏，僥倖才當上一個細鎧隊員，更抓乘風雲際會而到今天這個位子，並和王衞軍同一天拜三公，王敬則還有甚麼可怨恨呢。」王儉隨後一度辭讓開府儀同三司，敬則也不立即拜官[16][17]。
- 在敬則官位和名聲都顯達之際，他自己卻沒有因而自驕，接待甚麼人也用吳語，而且很殷勤周到[1]。

## 逸事
- 王敬則母親見敬則出生時胞衣是紫色，就對人說敬則有做兵將的命相；不過旁人不信，只認為敬則有替人吹號角的命。敬則長大後曾和一個暨陽縣吏比試刀劍，敬則在期間宣稱若果他當上暨陽縣令會鞭其背，縣吏聞言即向敬則面吐口水，說若果敬則能當上縣令，他就當上司徒公了。後來王敬則真的當了暨陽縣令，還特地召了那縣吏來，問他何時去當司徒公，但仍友善待之，沒故意為難他[18][19]。
- 敬則年輕時曾經在草叢中打獵，但發現有些像烏豆的蟲聚在他身上，把牠們弄掉後原本地方還流血。敬則感到厭惡，於是找道士卜算一下，誰知道士稱這是封侯的祥瑞。敬則聞言大喜，及後就到建康出仕，開始其踏上高位的路[1]。
- 敬則在出發往暨陽任縣令的途中在陸主山下乘船，同行的十多隻船都沒出問題，就只有他坐的動不了，他於是命人到水中推船，卻意外發現了一隻烏漆棺。敬則對棺木說：「你不是一般的東西，若你是吉祥善良的話就讓船快點前行。我得富貴後一定來為你改葬。」說罷船竟前行無礙。敬則到暨陽後就命人將這棺改葬了[1]。

## 子女
- 王元遷，長子，黃門郎、寧朔將軍。敬則起兵後被殺。
- 王仲雄，尋陽國世子，員外郎。敬則起兵後被殺。
- 王季哲，記室參軍。敬則起兵後被殺。
- 王幼隆，第五子，太子洗馬。敬則起兵後被殺。
- 王少安，太子舍人。敬則起兵後被殺。
- 王氏，嫁謝朓。

## 延伸阅读
[在维基数据编辑]
 《南齊書·卷26》，出自萧子显《南齊書》
 《南史·卷45》，出自李延壽《南史》